# Fusui
Fusui (kinesisk:扶綏 /扶绥; pinyin:  Fúsuí) er et amt i autonome region Guangxi i Folkerepublikken Kina nær grænsen til Vietnam. Det har et areal på 2.836 km², hvoraf 1.217 km² er skovklædt, og en befolkning på 442.009 mennesker med en tæthed på 150 indb./km² (2008). Præfekturet er hjemsted for en af de stor befolkning af Zhuang (folk)-folket.
Fusui ligger i den sydvestlige del af Guangxi provinsen. Den grænser til Nanning mod øst, Long'an (amt) mod nord og Chongzuo mod vest.